# هیوشی تایشا
هیوشی تایشا (به ژاپنی: 日吉大社 Hiyoshi Taisha)، یک معبد شینتویی در اوتسو، شیگا در استان شیگا در ژاپن قرار دارد.